# Bisbat de Melo
El bisbat de Melo (llatí: Dioecesis Melensis) és una demarcació eclesiàstica de l'Uruguai sufragània de l'arquebisbat metropolità de Montevideo. El seu origen és del segle xix amb capital a la ciutat de Melo.

## Territori
El bisbat es correspon amb els territoris dels departaments uruguaians de Cerro Largo i de Treinta y Tres.
La seu del bisbat és la ciutat de Melo, on es troba la catedral de la Mare de Déu del Pilar i Sant Rafael (castellà: Nuestra Señora del Pilar y San Rafael).
El territori se subdivideix en 16 parròquies.

## Història
El bisbat de Melo va ser establert el 14 d'abril de 1897 a partir del territori de l'arquebisbat de Montevideo. El 1931 va rebre la butlla Quo salubrius pel papa Pius XI.

## Bisbes destacats
- José María Cavallero † (20 de desembre de 1955 – 9 de juliol de 1960, nomenat bisbe de Minas)
- Orestes Santiago Nuti Sanguinetti, S.D.B. † (9 de juliol de 1960 – 2 de gener de 1962, nomenat bisbe de Canelones)
- Roberto Reinaldo Cáceres González (2 de gener de 1962 – 23 d'abril de 1996, retirat)
- Nicolás Cotugno Fanizzi, S.D.B. (13 de juny de 1996 – 4 de desembre de 1998, nomenat arquebisbe de Montevideo)
- Luis del Castillo Estrada, S.J. (21 de desembre de 1999 – 13 de juny de 2009, retirat)
- Heriberto Andrés Bodeant Fernández, des del 13 de juny de 2009

## Estadístiques
Segons les dades del cens de 2006, el bisbat tenia una població aproximada de 150.000 habitants, 110.000 batejats, és a dir, el 73,3% del total.
| any  | població | població | població | sacerdots | sacerdots       | sacerdots       | sacerdots             | diàques | religiosos | religiosos | parroquies |
| ---- | -------- | -------- | -------- | --------- | --------------- | --------------- | --------------------- | ------- | ---------- | ---------- | ---------- |
| any  | batejats | total    | %        | total     | clergat secular | clergat regular | batejats por sacerdot | diàques | homes      | dones      |            |
| 1966 | 95.000   | 120.000  | 79,2     | 29        | 15              | 14              | 3.275                 |         | 14         | 64         | 10         |
| 1970 | 90.000   | 120.000  | 75,0     | 27        | 12              | 15              | 3.333                 |         | 16         | 62         | 10         |
| 1976 | 90.000   | 125.000  | 72,0     | 25        | 7               | 18              | 3.600                 |         | 19         | 51         | 14         |
| 1980 | 91.400   | 127.100  | 71,9     | 22        | 10              | 12              | 4.154                 | 1       | 12         | 58         | 16         |
| 1990 | 97.000   | 138.000  | 70,3     | 23        | 14              | 9               | 4.217                 | 1       | 15         | 79         | 16         |
| 1999 | 126.000  | 175.500  | 71,8     | 22        | 17              | 5               | 5.727                 | 1       | 5          | 40         | 16         |
| 2000 | 127.000  | 177.000  | 71,8     | 20        | 15              | 5               | 6.350                 | 1       | 33         | 40         | 16         |
| 2001 | 99.000   | 145.000  | 68,3     | 22        | 14              | 8               | 4.500                 | 1       | 8          | 34         | 16         |
| 2002 | 95.000   | 133.000  | 71,4     | 21        | 13              | 8               | 4.523                 | 1       | 8          | 38         | 16         |
| 2003 | 95.000   | 133.000  | 71,4     | 21        | 13              | 8               | 4.523                 | 1       | 8          | 38         | 16         |
| 2004 | 110.000  | 150.000  | 73,3     | 19        | 11              | 8               | 5.789                 | 1       | 8          | 39         | 16         |